# Cypholophus warburgianus
Cypholophus warburgianus är en nässelväxtart som beskrevs av Carl Karl Adolf Georg Lauterbach. Cypholophus warburgianus ingår i släktet Cypholophus och familjen nässelväxter. Inga underarter finns listade i Catalogue of Life.